# Cenolophium
- Commons
- Wikispecies

Cenolophium é um género botânico pertencente à família Apiaceae.